# Гиля, Камель
Камель Фатхи Гиля (фр. Kamel Fathi Ghilas, араб. كمال غيلاس‎; 9 марта 1984 года, Марсель) — алжирский футболист, нападающий.

## Карьера
Профессиональную карьеру начал в команде «Витроль». В возрасте 19 лет подписал контракт с «Канном», в котором быстро пробился в основной состав. В сезоне 2005/2006 вместе с командой остановился в шаге от выхода во 2-ю лигу.
Летом 2006 года подписал двухлетний контракт с «Виторией». В первом сезоне стал лучшим бомбардиром команды и помог ей вернуться в Примейру. В сезоне 2007/08 «Витория» заняла третье место и квалифицировалась в Лигу чемпионов, что стало лучшим достижением клуба в истории. Переговоры о продлении контракта прошли неудачно, и Гиля покинул клуб в качестве свободного агента.
Летом 2008 года подписал контракт на три года с испанской «Сельтой». Первый мяч за галисийцев забил 28 сентября 2008 года в ворота «Тенерифе».
В июле 2009 года была достигнута договорённость о переходе игрока в «Блэкберн Роверс», но трансфер сорвался в последний момент. Английская сторона заявила, что игрок не прошёл медосмотр; испанская — что «Блэкберн» пытался пересмотреть стоимость трансфера.
13 августа 2009 года подписал контракт с «Халл Сити». В дебютной игре за клуб забил победный мяч в ворота «Болтона», но закрепиться в составе ему так и не удалось. Сначала он на сезон отправился в аренду в «Арль-Авиньон», затем — в «Реймс».
В сезоне 2011/2012 за «Реймс» забил 14 мячей, после чего подписал полноценный контракт с клубом.
В январе 2014 года перешёл в «Шарлеруа», подписав контракт на полгода.

## Сборная
2 июня 2007 года дебютировал в составе сборной Алжира в игре против Кабо-Верде. Всего за национальную команду провёл 19 матчей, забив три мяча.

## Личная жизнь
Младший брат Камеля — Набиль — также футболист, в настоящее время выступающий за турецкий «Газиантепспор».